# 웨이블루
《웨이블루》(영어: Waybuloo)는 영국의 조디악 미디어(Zodiak Media), 캐나다 DHX미디어(DHX Media)가 공동으로 만들어 제작한 어린이의 3D 애니메이션이 포함된 실사이다. 핍블링(Piplings)는 시청자와 부모가 참여할 수 있는 요가와 유사한 부드러운 형태의 운동인 요고(yogo)를 수행한다. 프로그램 제작자들은 그것을 「...행복한 삶을 위한 철학이며, 어른들이 본 적이 없는 것」 이라고 설명한다.

## 등장인물
라라(Lau Lau)
나이: 6세
성별: 여
색깔:      보라색
모양: 토끼
취미: 예술
라라는 토끼를 닮은 핍블링이다. 그녀는 그림 그리기를 좋아하고 종종 그녀의 이젤 뒤에서 볼 수 있다. 그녀는 요요와 가장 친한 친구이다.
요요(Yojojo)
나이: 3세
성별: 남
색깔:      주황색
모양: 원숭이
취미: 음악
요요는 원숭이를 닮은 핍블링이다. 피카에서 그는 꼬리를 내밀고 통나무에 숨어있는 모습을 자주 볼 수 있다. 그는 파란색 속옷을 입는다. 그는 음악 연주와 저글링을 좋아한다. 그는 라라와 가장 친한 친구이다.
토토(Nok Tok)
나이: 7세
성별: 남
색깔:      하늘색
모양: 곰
취미: 건설
토토는 곰을 닮은 핍블링이다. 그는 물건을 고치고 만드는 것을 즐기는 실용적인 사람이다. 그는 디디와 가장 친한 친구이다.
디디(De Li)
나이: 5세
성별: 여
색깔:      분홍색
모양: 고양이
취미: 원예
디디는 고양이를 닮은 핍블링이다. 그녀는 자신의 정원을 아주 좋아한다. 그녀는 토토와 가장 친한 친구이다.